# Tripwire Interactive
Tripwire Interactive är ett amerikanskt datorspelsföretag som startades i februari 2005. Företaget utvecklade från början modifikationen Red Orchestra till Unreal Tournament 2004. Efter att ha vunnit en licens till Unreal Tournament 2004-motorn, med Red Orchestra, i en tävling som "bästa modifikation" till Unreal Tournament 2004 startade dem Tripwire Interactive. Efter det döpte Tripwire om Red Orchestra till Red Orchestra: Ostfront 41-45 och utvecklade det till ett kommersiellt spel. Deras andra spel, Killing Floor, släpptes år 2008 och blev en succé.